# Бурый медведь
Бу́рый медве́дь, или обыкнове́нный медве́дь (лат. Ursus arctos), — млекопитающее семейства медвежьих; один из самых крупных наземных хищников и один из самых распространённых представителей семейства медвежьих.

## Распространение

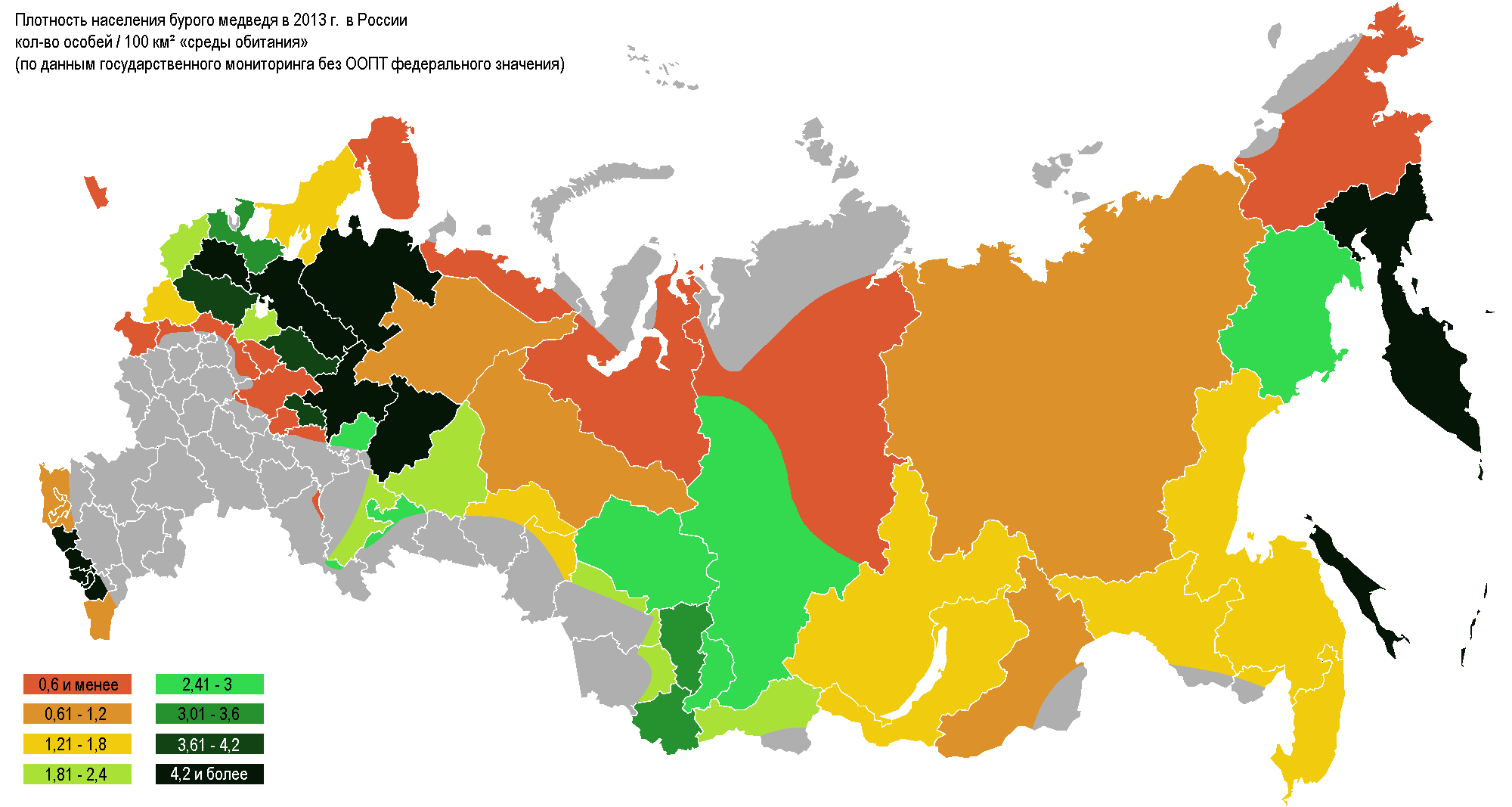
Ареал на территории России (данные за 2013 г.)

Некогда бурый медведь был обычен по всей Европе, включая Англию и Ирландию, на юге его ареал достигал северо-запада Африки (атласский медведь), а на востоке через Сибирь и Китай доходил до Японии. В Северную Америку он, вероятно, попал около 40 000 лет назад из Азии, через Берингов перешеек и широко расселился в западной части континента от Аляски и до севера Мексики.
Сейчас бурый медведь продолжает восстанавливать популяцию на большей части ареала; в остальных областях малочислен. В Западной Европе его разобщённые популяции сохранились на Пиренеях, Кантабрийских горах, Альпах и Апеннинах. Довольно распространён в Скандинавии и Финляндии, встречается в лесах Центральной Европы и в Карпатах. В Финляндии бурый медведь объявлен национальным животным.
В Азии он распространён от Передней Азии, Палестины, северного Ирака и Ирана до севера Китая и Корейского полуострова. В Японии встречается на острове Хоккайдо. В Северной Америке известен под названием «гризли» (раньше североамериканского бурого медведя выделяли в отдельный вид); он многочислен на Аляске, на западе Канады, имеются ограниченные популяции на северо-западе США.
Ареал бурого медведя в России занимает всю лесную зону. Северная граница ареала совпадает с южной границей тундры. Исторически, в XVI—XVIII вв., южная граница ареала бурого медведя протекала по лесостепи. В 1950-е годы в европейской части РСФСР южная граница ареала бурого медведя проходила по северу Рязанщины, северо-западу Мордовии, Марийской АССР (ныне Марий Эл); на Урале южная граница резко отодвигалась до примерно 52° с. ш., к востоку от него — поднималась до ≈58° с. ш., затем, следуя по ней, спускалась к Алтаю и границе уже СССР. На Кавказе ареал бурого медведя по черноморскому побережью доходил до Новороссийска, а по каспийскому — до Апшеронского полуострова. В XXI веке границы ареала во многом остались теми же: южная граница в европейской части России проходит в Брянщине, далее идёт к северу, огибая Москву а затем, спускается в южном направлении и проходит по Рязанской области, Мордовии и Пензенской области, затем поднимается на север, проходя севернее Камы и достигая Пермской области. Граница на Урале осталась на примерно той же широте, ≈53° с. ш., за Уралом граница поднимается приблизительно до Екатеринбурга и окрестностей, а затем поднимается в Западной Сибири до ≈58° с. ш. и спускается к Алтаю.

### Подвиды
Популяционные различия между бурыми медведями так велики, что когда-то их подразделяли на множество самостоятельных видов (только в Северной Америке их насчитывали до 80). Сегодня всех бурых медведей объединяют в один вид с несколькими географическими расами или подвидами:
- Ursus arctos alascensis Merriam, 1896
- Ursus arctos arctos Linnaeus, 1758 — европейский бурый медведь, или евро-азиатский бурый медведь, или обыкновенный бурый медведь (в числе синонимов: Ursus arctos marsicanus Altobello, 1921 — апеннинский бурый медведь и Ursus arctos pyrenaicus J. B. Fischer, 1829 — иберийский бурый медведь)
- Ursus arctos beringianus Middendorff, 1851 — камчатский бурый медведь
- † Ursus arctos californicus Merriam, 1896 — калифорнийский бурый медведь, или калифорнийский гризли, изображён на флаге Калифорнии, вымер к 1922 году
- Ursus arctos collaris F. G. Cuvier, 1824 — сибирский бурый медведь
- † Ursus arctos crowtheri Schinz, 1844 — атласский медведь, водился на территории Марокко, пришёл с Пиренейского полуострова, когда Гибралтар ещё являлся сухопутным мостом между Европой и Африкой
- Ursus arctos dalli Merriam, 1896
- Ursus arctos gobiensis Sokolov & Orlov, 1992 — гобийский бурый медведь, или мазалай
- Ursus arctos gyas Merriam, 1902
- Ursus arctos horribilis Ord, 1815 — гризли
- Ursus arctos isabellinus Horsfield, 1826 — Тяньшанский бурый медведь, водится в горах Памира, Тянь-Шаня и Гималаев.
- Ursus arctos lasiotus Gray, 1867 — Японский бурый медведь, или уссурийский бурый медведь
- Ursus arctos middendorffi Merriam, 1896 — кадьяк
- † Ursus arctos nelsoni Merriam, 1914 — мексиканский гризли
- Ursus arctos piscator Pucheran, 1855 — Камчатский бурый медведь
- † Ursus arctos priscus (Goldfuss, 1818) — Степной бурый медведь
- Ursus arctos pruinosus Blyth, 1854 — тибетский бурый медведь, медведь-пищухоед, очень редкий подвид, считается прототипом легенд о йети
- Ursus arctos sitkensis Merriam, 1896
- Ursus arctos stikeenensis Merriam, 1914
- Ursus arctos syriacus Hemprich & Ehrenberg, 1828 — Сирийский бурый медведь

Один американский исследователь медведей, д-р К. Харт Мерриам, в конце XIX — начале XX вв. посвятил всю свою жизнь сбору, как он считал, образцов медвежьих шкур и черепов, «открыв» таким образом 77 подвидов и 5 неизвестных видов гризли. Для этого охотники, у которых он скупал шкуры и черепа медведей для научных исследований, уничтожили 9000 гризли в США и Канаде, полностью истребив их во многих районах. После этого все его открытия были признаны несостоятельными многими учёными.

## Внешний вид

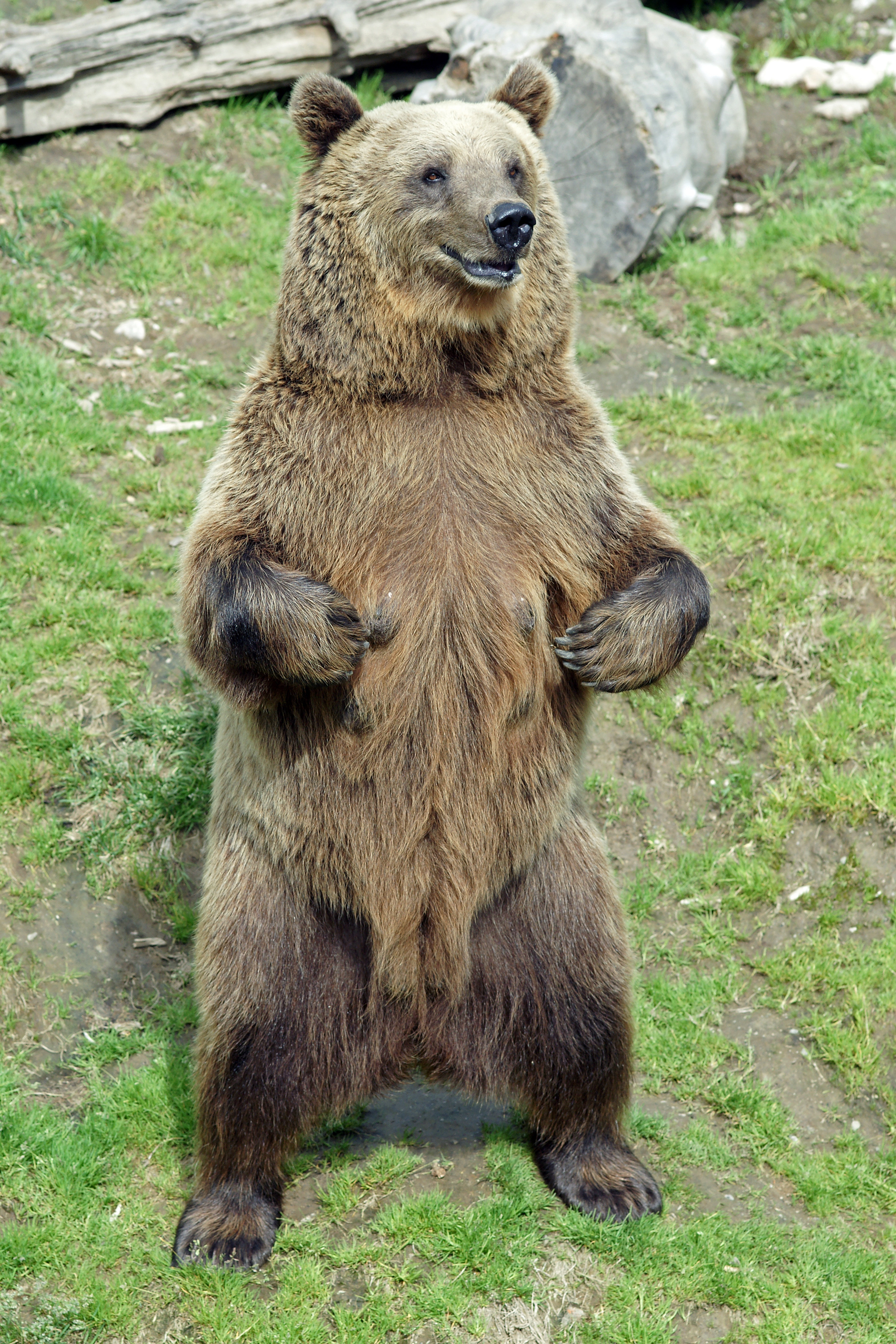
Бурый медведь, стоящий на задних лапах

Облик бурого медведя типичен для представителей семейства медвежьих. Это крупный зверь. Тело бурого медведя мощное и слабо вытянутое, с высокой холкой. Голова массивная с короткой мордой, широким лбом, округлыми небольшими ушами и небольшими глазами, мимика очень слабо развита (в отличие от, к примеру, волков), из-за чего по выражению морды очень сложно судить об эмоциональном состоянии животного. Шея толстая и короткая. Хвост короткий — 65—210 мм, едва выделяющийся из шерсти. Лапы сильные с мощными, слабоизогнутыми и не втяжными когтями длиной 8—10 см (чаще всего тёмными, у некоторых подвидов — светлыми), пятипалые, стопоходящие. Шерсть густая, равномерно окрашенная, лохматая. Волосяной покров высокий и относительно мягкий. Шкура тяжёлая. Зимний мех плотный, с густой подпушью и длинными остевыми волосами (длиной до 10 см), а летний более короткий и светлый (вплоть до того, что летом мех часто выгорает). У бурых медведей из южных частей ареала мех грубее и короче, чем у особей на севере: так, в Закавказье бурые медведи обладают редким и низким волосяным покровом, окрас более светлый, чем у медведей, например, из европейской части России.

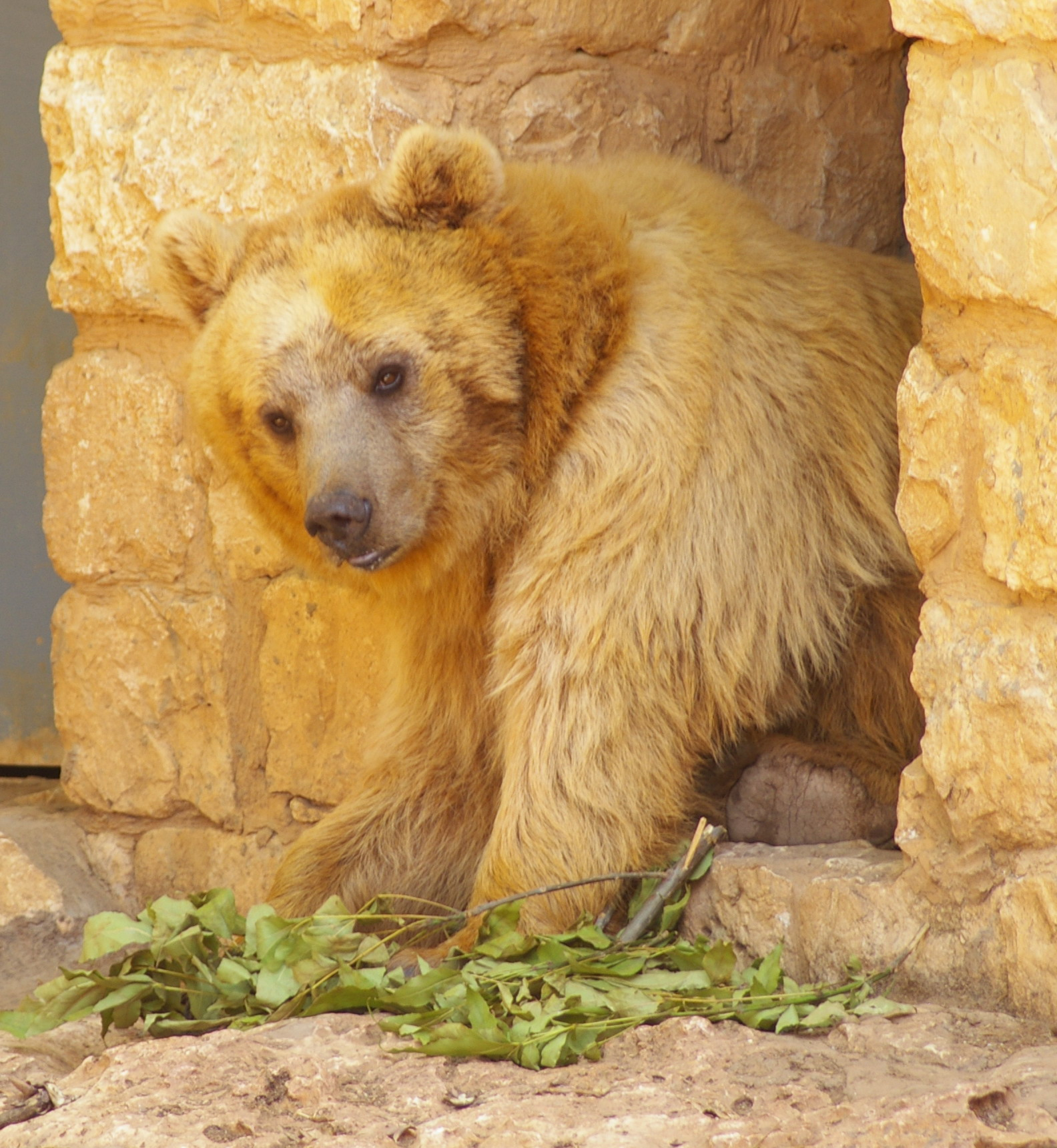
Рыжевато-бурый сирийский медведь, зоопарк Хайфы

Географическая изменчивость бурого медведя очень сильно выражена, бурый медведь образует несколько подвидов (географических рас), отличающихся размерами и окраской. Самые крупные бурые медведи в мире водятся на юге Аляски, а в Евразии — на Дальнем Востоке (в первую очередь на Сахалине и на Камчатке). Средние показатели массы и длины тела медведей на Камчатке составили 268,7 кг и 216,7 см для взрослых самцов (старше 7 лет) и 174,9 кг и 194,5 см для взрослых самок соответственно, что выше, чем в других регионах Евразии (кроме, возможно, Приморья, где считается, что бурые медведи достигают похожих размеров). Учитывая, что взвешивание проводилось в основном в начале лета, осенняя масса камчатских медведей должна быть ещё больше. В исследовании в Южно-Камчатском заказнике отмечен крупный самец в возрасте 8 лет, масса которого составила 410 кг, длина тела — 249 см, обхват груди — 155 см. Учитывая то, что он был отловлен в начале июня, когда жировые запасы невелики, в осенний период данный медведь мог весить свыше 450 кг. Достоверно наличие на Камчатке медведей массой более 400 кг и существование особо крупных самцов, масса которых превышает 600 кг (хотя особи подобного размера не взвешивались профессиональными зоологами). На Сахалине размеры медведей несколько ниже, чем на Камчатке, но выше, чем в большинстве других регионов. В России в среднем длина тела доходит до 3 м и более, вес — обычно не более 150—250 кг.
Взрослые самцы бурого медведя значительно крупнее самок на всём ареале (для крупных подвидов различие в массе составляет 1,5—1,6 раза). Половой диморфизм у молодых особей выражен не так ярко.

Головы медведей. Слева направо: бурый, чёрный, белый

Окрас бурого медведя очень изменчив, причём не только в разных частях ареала, но и в пределах одного района. Присутствует и большая индивидуальная изменчивость. Цвет меха варьирует от светло-палевого до тёмно-коричневого, синеватого и почти чёрного. Самой обычной является бурая форма. В целом тенденция к изменчивости окраса следующая: бурые медведи из южных районов ареала светлее, чем из северных. У гризли Скалистых гор волосы на спине могут быть белыми на концах, создавая впечатление серого или седого оттенка шерсти. Целиком седовато-белый окрас встречается у бурых медведей в Гималаях, а бледный рыжевато-бурый — в Сирии. У медвежат на шее и груди бывает небольшая V-образная светлая отметина, которая к возрасту 2 лет пропадает. Хотя иногда это пятно может присутствовать и у взрослых особей.
Линька у бурых медведей происходит один раз в год — начинается весной и до осени (с апреля-июня до конца лета), но часто её подразделяют на весеннюю и осеннюю. Весенняя длится долго, около двух месяцев, и наиболее интенсивно идёт в период гона. Более истощённые медведи начинают линять в апреле, а упитанные — в июле. Осенняя линька идёт медленно и незаметно, кончаясь к периоду залегания в берлогу, и заключается лишь в отрастании волосяного покрова.
Следы лап весьма характерны, выделяясь своими размером и очертаниями среди следов других хищников. Отпечаток задней лапы в длину достигает 20-30 см.
Как и у других хищных, у самцов присутствует бакулюм, у особей из европейской части России его длина составляет 121—125 мм.

## Образ жизни и питание

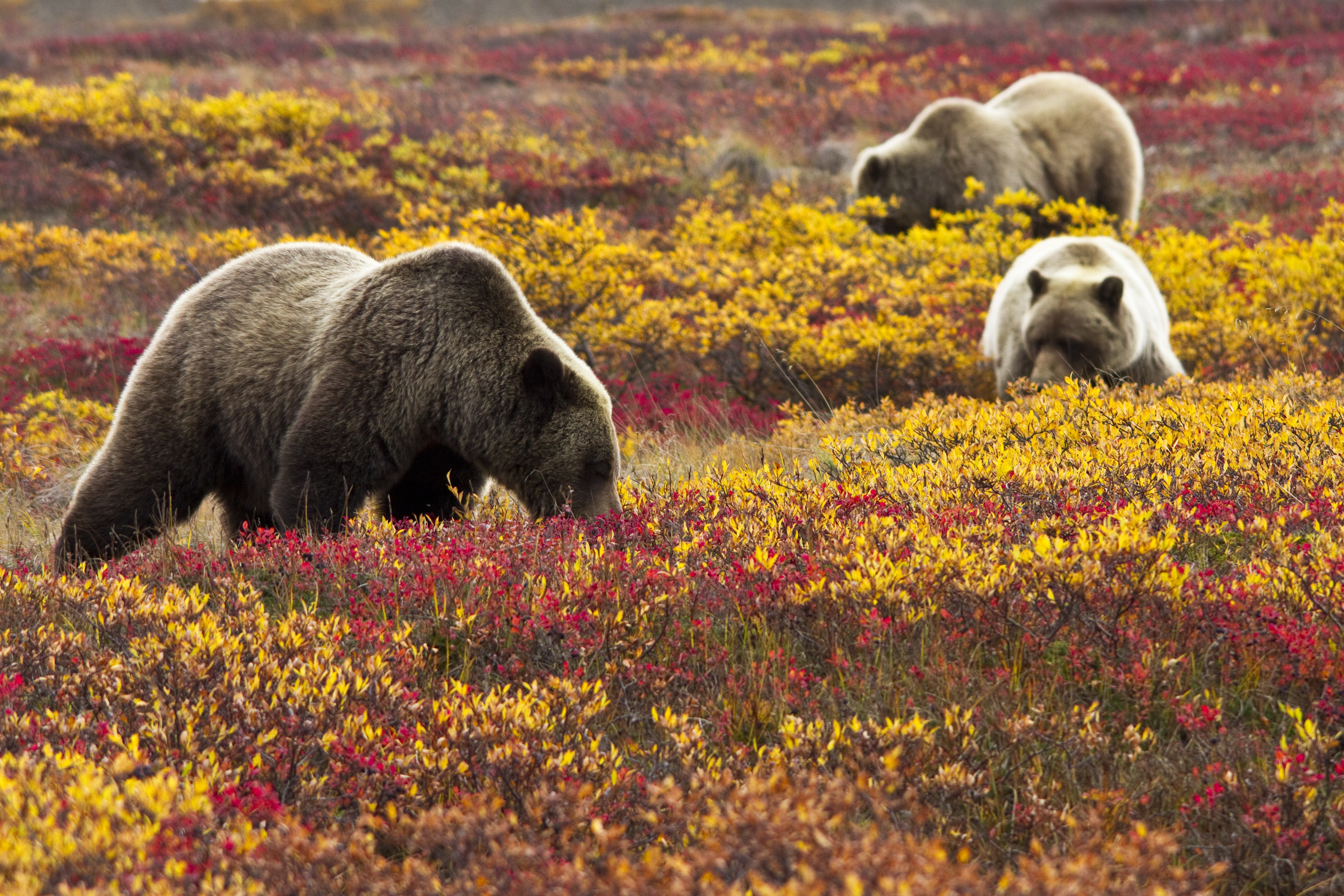
Гризли, пасущиеся на голубичной поляне, национальный парк Денали, Аляска

Бурый медведь — лесное животное, северная граница ареала совпадает с северной границей лесной зоны. Проживает как на равнине, так и в горах, доходя в последнем случае на высоту до 2800 м и выше до 3700 м (таким образом встречаясь не только в зоне горных лесов, но и в альпийской зоне). В качестве местообитания бурый медведь предпочитает большие лесные массивы — как и широколиственные, в том числе и лесостепные (преимущественно в прошлом), так и равнинные таёжные и горные смешанные. В XVI—XVIII веках по урёмным (то есть пойменным) лесам в лесостепи мог проникать в степную зону вплоть до устьев таких рек, как Днепр, Днестр и Южный Буг. В местностях, близких к морю (например, на Дальнем Востоке), бурый медведь может выходить на морское побережье. В плоскогорьях Тибета и Монголии обитает в безлесных полупустынях. Нередко селится и в непосредственной близости от населённых пунктов. Обычные места его обитания в России — сплошные лесные массивы с буреломом и гари с густой порослью лиственных пород, кустарников и трав, также перемежающиеся болотами; летом может заходить и в тундру, притом довольно далеко. В Европе он предпочитает горные леса; в Северной Америке чаще встречается на открытых местах — в тундре, на альпийских лугах и на побережье.
Жильём бурого медведя в летнее время служат временные лёжки, устраиваемые среди высокого травостоя, по берегам лесных рек, среди разрытых муравьиных куч. В горах лёжки располагаются под навесом скал, иногда в пещерах.
Держится бурый медведь иногда одиночно, самка — с медвежатами разного возраста. Самцы и самки территориальны, индивидуальный участок в среднем занимает от 73 до 414 км², причём у самцов он примерно в 7 раз больше, чем у самок. Границы участка помечаются запаховыми метками и «задирами» — царапинами на приметных деревьях. В равнинных лесах бурый медведь ведёт оседлый образ жизни. Иногда совершает сезонные кочёвки; так в горах бурый медведь, начиная с весны, кормится в долинах, где раньше сходит снег, затем идёт на гольцы (альпийские луга), потом постепенно спускается в лесной пояс, где поспевают ягоды и орехи.
Бурый медведь всеядный, но рацион у него на ¾ растительный: ягоды, жёлуди, орехи, корни, клубни и стебли трав. Поедает в том числе и злаки и молодые листья осины и рябины. В неурожайные на ягоды годы в северных областях медведи посещают посевы овса, а в южных — посевы кукурузы; на Дальнем Востоке осенью кормятся в кедровниках, на Кавказе и в Средней Азии — питается дикими фруктами. Рацион поедаемых ягод носит ярко выраженный сезонный характер. Так, ранней весной, сразу после выхода из спячки, бурый медведь собирает перезимовавшую на болоте клюкву. Во второй половине лета и осенью питается преимущественно малиной, черникой, толокнянкой, вороникой и моховкой. В его рацион также входят насекомые (муравьи, бабочки), черви, мелкие позвоночные: ящерицы, лягушки, грызуны (мыши, сурки, суслики, бурундуки) и рыба. Летом насекомые и их личинки порой составляют до ⅓ рациона медведя. Муравьёв бурый медведь поедает вместе со строительным материалом муравейников. Хотя хищничество не является примерной стратегией бурых медведей (склонность к хищничеству обычно проявляется у отдельных особей), они добывают и копытных — косуль, ланей, лосей, оленей, карибу (чаще всего это происходит в наиболее голодный период: ранней весной, после выхода медведя из спячки, когда растительного корма ещё очень мало, а также в северных таёжных районах). В горах в альпийском поясе могут зачастую пастись на альпийских лугах с потенциальной добычей из копытных, например, на Кавказе бурый медведь почти никогда не нападает на копытных и нередко пасётся рядом с сернами.
Гризли иногда нападают на волков и медведей-барибалов, а на Дальнем Востоке бурые медведи в некоторых случаях могут охотиться на гималайских медведей и на тигров. Естественных врагов, как у сверххищника, у бурого медведя, мало. Изредка на бурого медведя нападают волки, на Дальнем Востоке он может стать добычей тигра. Известны и случаи каннибализма, когда более мелкие медведи становятся добычей более крупных. В частности, к каннибализму могут прибегать шатуны.
Бурый медведь, как уже ясно из названия, любит мёд, при случае поедает падаль, а также, используя преимущество в размере, отбирает добычу у других хищников — волков, пум и тигров. Мёд является для медведя лакомством, для его добычи он разоряет пчелиные ульи и гнёзда (включая одомашненных пчёл), чему способствует толстая кожа и густой мех; единственным уязвимым местом для пчёл является нос бурого медведя. Сезонным объектом питания служит рыба во время нереста (проходные лососёвые), ранней весной — корневища, у гризли, обитающих в окрестностях Скалистых гор, летом — бабочки, которые скрываются в горах среди камней от летней жары. Когда рыба только начинает прибывать на нерест, медведи съедают пойманную рыбу целиком, затем начинают поедать только самые жирные части — кожу, голову, икру и молоки.
Количество одновременно съедаемой пищи у бурого медведя может быть очень большим. Нередко бурый медведь прячет пищу про запас, засыпав ветками, мхом или снегом.

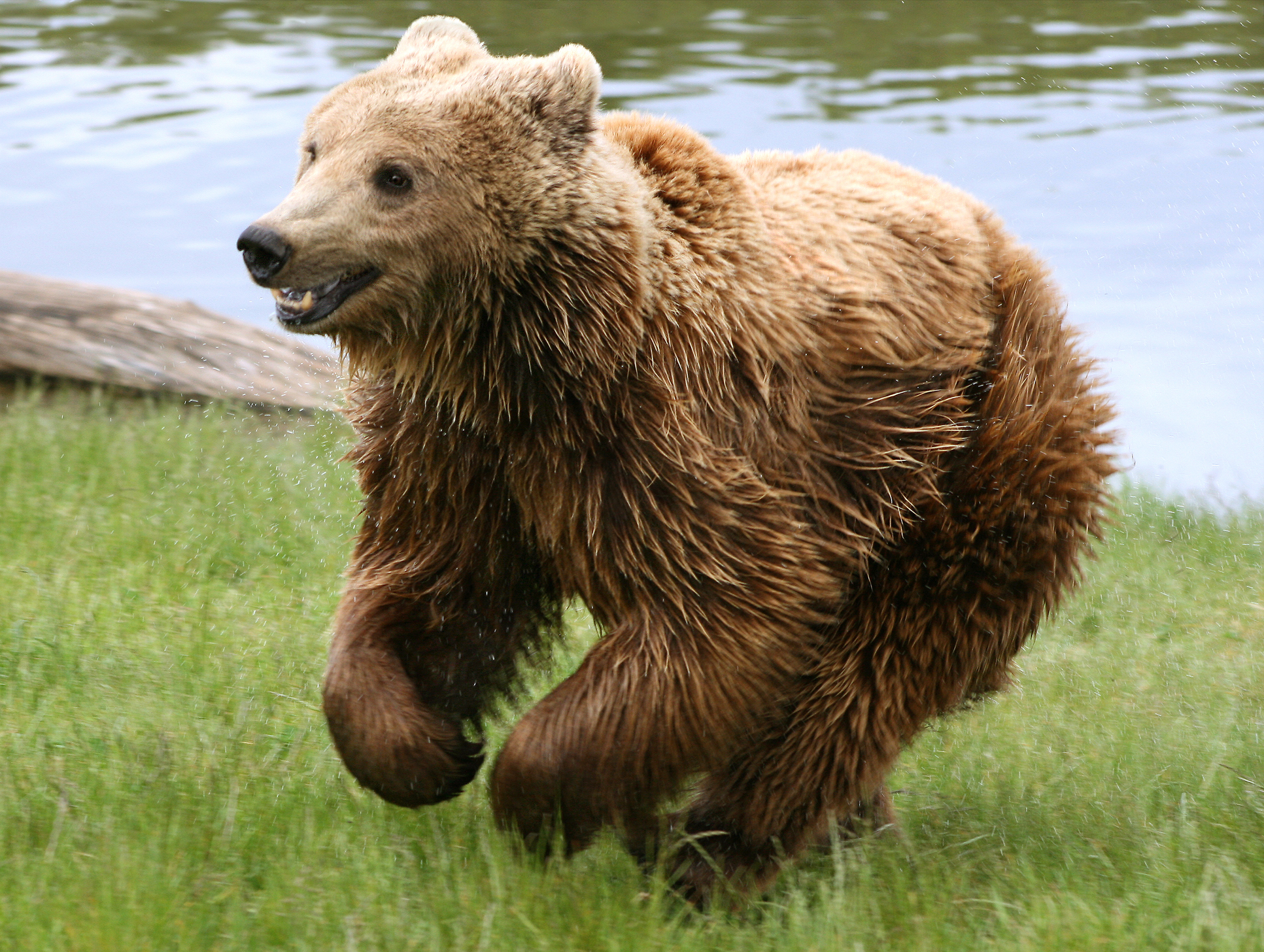
Бегущий бурый медведь

Активен бурый медведь в любое время суток, но чаще по утрам и вечерам. Во время кормёжки бурый медведь портит очень много растений, вытаптывая поля в том числе культурных растений, разламывая ветви деревьев. Также бурый медведь может выкапывать луковицы и корневища растений, а также подземные кладовые бурундуков.
Сезонная цикличность жизни ярко выражена. К зиме бурый медведь нагуливает подкожный жир (до 180 кг) и с осени залегает в берлогу, проводя в ней зимнюю спячку (а точнее, зимний сон). Берлоги располагаются на сухом месте, в большинстве случаев в ямах под защитой бурелома или под вывороченными корнями деревьев. Реже медведи выкапывают убежище в земле или занимают пещеры и расщелины скал или же залегают открыто, прямо на земле, в яме или на большом муравейнике. Среди мест, где медведь может также устраивать берлоги — островки на болотах или берега таёжных озёр. В северной части ареала, где грунт промерзает сильнее, берлоги располагаются глубже, чем в более южной части. В горных районах берлоги устраиваются на южных склонах гор, раньше освобождаемых от снега. На Кавказе бурый медведь устраивает берлоги во всех горных поясах. Порой берлоги могут устраиваться в непосредственной близости от проезжих дорог и человеческих поселений. У медведей бывают излюбленные места зимовок, куда они собираются год от года с целой округи. Берлога, занесённая толстым слоем снега, может быть идентифицирована по небольшому отверстию с заиндевевшими краями. Диаметр входного отверстия составляет 60-90 см. В разных районах зимний сон длится от 75 до 195 дней. В зависимости от климатических и иных условий медведи находятся в берлогах с октября — ноября до марта — апреля, то есть 5—6 месяцев. К примеру, в Европе (включая, европейскую часть России) бурые медведи залегают в спячку во второй половине октября, а иногда даже в середине декабря; в то время как в Сибири и на Дальнем Востоке — с начала октября-ноября. Дольше всех живут в берлогах медведицы с медвежатами, меньше всего — старые самцы. На юге ареала, где зима малоснежна (в частности, порой на Кавказе и в Закавказье), медведи не залегают в спячку вообще, но также накапливают жировой запас, так как и в этих местах зимой количество корма уменьшается. За период зимовки медведь теряет до 80 кг жира, он не ест и не пьёт, не испражняется и не мочится, желудок во время спячки пустой, а в прямой кишке обычно находится т. н. «пробка» — сильно затвердевший кусок кала, в основном состоящий из шерсти медведя и из остатков растительной пищи . Самцы к выходу из спячки теряют 22 % своей осенней массы, медведицы же ввиду кормления детёнышей — и вовсе до 40 %.
Вопреки распространённому мнению, зимний сон у бурого медведя неглубок; температура его тела во сне колеблется между 29 и 34 градусами. Тем не менее, дыхательные движения редки и нерегулярны. Спит бурый медведь очень чутко, прислушиваясь к посторонним звукам; в случае опасности животное просыпается и покидает берлогу, отправляясь на поиски новой. Иногда случается, что из-за нехватки корма медведь не успевает за осень как следует откормиться, поэтому среди зимы также просыпается (а иногда и не залегает в берлогу вовсе) и начинает бродить в поисках пищи; таких медведей называют шатунами. Шатуны очень опасны, голод делает их беспощадными хищниками — они нападают даже на человека. У таких медведей очень мало шансов дожить до весны. Также шатунами становятся медведи, потревоженные охотниками.
Сроки выхода из спячки зависят от упитанности животного и климатических условий. Выходит из берлог бурый медведь в северных районах в апреле-мае, в центральных — в марте-апреле. Однако и по выходе из спячки бурый медведь какое-то время, сроком в 10-14 дней, не питается.
Обычно бурый медведь передвигается медленно, шагом. Несмотря на неуклюжий вид, бурый медведь иногда может быстро бегать — со скоростью до 50 км/ч, превосходно плавает, способен совершать большие прыжки, бесшумно подкрадываться к жертве, в молодости хорошо лазает по деревьям (к старости он делает это неохотней). Бурый медведь обладает большой силой, способен быстро убить даже крупное животное и человека. Одним ударом лапы матёрый медведь способен сломать хребет кабану, оленю или лосю, однако от лосиных копыт и рогов он и сам может получить травмы или погибнуть.
Из внешних чувств у бурого медведя наиболее развиты слух и обоняние, зрение же слабое.
Вокализация у бурого медведя разнообразна, но подаёт голос он нечасто. Самый часто издаваемый звук — рёв, также медведь издаёт вой и стоны, по звучанию схожие с рёвом. Рёв медвежат — более высокий по тембру, более писклявый. Поедая вкусную пищу, и медвежата, и взрослые особи, урчат. Этот звук, в частности, можно услышать у приручённых бурых медведей. Будучи в состоянии агрессии, или сильно устав, бурый медведь громко дышит. Во время сна бурый медведь может храпеть.

## Размножение

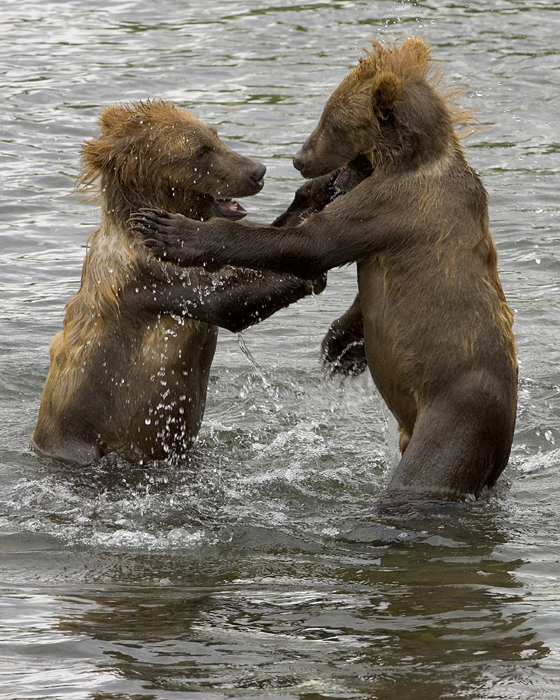
Играющие медвежата

Самки приносят потомство раз в 2—4 года. Течка у них продолжается с мая по июль, 10—30 дней. В это время самцы, обычно молчаливые, начинают громко реветь (именно в это время чаще всего можно услышать рёв), и между ними возникают жестокие схватки, иногда заканчивающиеся смертью. В течение периода размножения медведицы могут быть покрыты несколькими самцами.
Собственно процесс спаривания длинный, продолжающийся от 10 минут до примерно часа, но в среднем длится 23 минуты.
Беременность у бурой медведицы с латентной стадией, эмбрион начинает развиваться осенью, не раньше ноября, когда самка ложится в берлогу. Всего беременность продолжается около пяти-семи месяцев: 190—200 суток, по другим данным, 170—257 дней (в среднем 221 день). Медвежата рождаются в берлоге с конца декабря по начало февраля, чаще в первой половине января. Медведица приносит от одного до трёх (максимум до 5) медвежат весом 500—600 г и длиной около 23 см, покрытых короткой редкой шерстью, слепых, с заросшим слуховым проходом (что интересно, в средневековой Европе бытовало мнение, что, медведица, дабы придать медвежатам, рождающимся в виде бесформенного куска мяса, нужный вид, тщательно вылизывает их (в другом варианте — подобное проделывает львица)). Ушные проходы у них открываются на 14 день; на месяц своей жизни они прозревают. Первоначально медвежата растут медленно, но после выхода из берлоги уже к 3 месяцам медвежата имеют полный набор молочных зубов и начинают есть ягоды, зелень и насекомых. В этом возрасте они весят около 15 кг; к 6 месяцам — 25 кг. Питание молоком прекращается в возрасте 5 месяцев. Следующий приплод у медведиц наступает через год, хотя в случае гибели всех медвежат, она может быть покрыта в том же году.
Отец воспитанием потомства не занимается (и более того, может даже представлять опасность для детёнышей), поэтому медвежат воспитывает самка. Часто вместе с детёнышами-сеголетками (лончаками) держится прошлогодний детёныш, так называемый пестун, помогая матери в воспитании потомства. Иногда медвежата остаются у матери около года и вновь зимуют с ней в берлоге. Окончательно медвежата отделяются от матери на 3 году жизни, хотя редко остаются с матерью и до 4 лет.
Половой зрелости бурые медведи достигают к 3 годам, но расти продолжают до 10—11 лет. Продолжительность жизни в природе — от 20 до 40 лет (по некоторым данным, до 25 лет), в неволе — до 47—50 лет. Максимальный зафиксированный возраст бурого медведя 52 года.

## Генетика
В кариотипе присутствует 74 хромосомы и 80-84 плеч аутосом.

## Эволюция
Общий предок бурых и пещерных медведей жил на территории Сибири около 3 млн лет назад. По другим данным, этим общим предком был Ursus etruscus G. Cuv, известный по находкам из позднего плиоцена и раннего плейстоцена Евразии. Первыми от общего предка отделились американские и тибетские медведи, потом отделились пещерные медведи, белые медведи отделились порядка 700 тыс. лет назад, а затем — все бурые медведи.
Время дивергенции между гималайской линией и линией бурых медведей оценивается 658 тыс. лет назад (95 % доверительный интервал: 336—1258 тыс. лет до настоящего времени).
Бурый медведь способен скрещиваться с белым, производя фертильные гибриды. Также бурый медведь может скрещиваться и с барибалом, однако, по наблюдениям, медвежата-гибриды погибают в первые недели жизни.

## Статус популяции и значение для человека

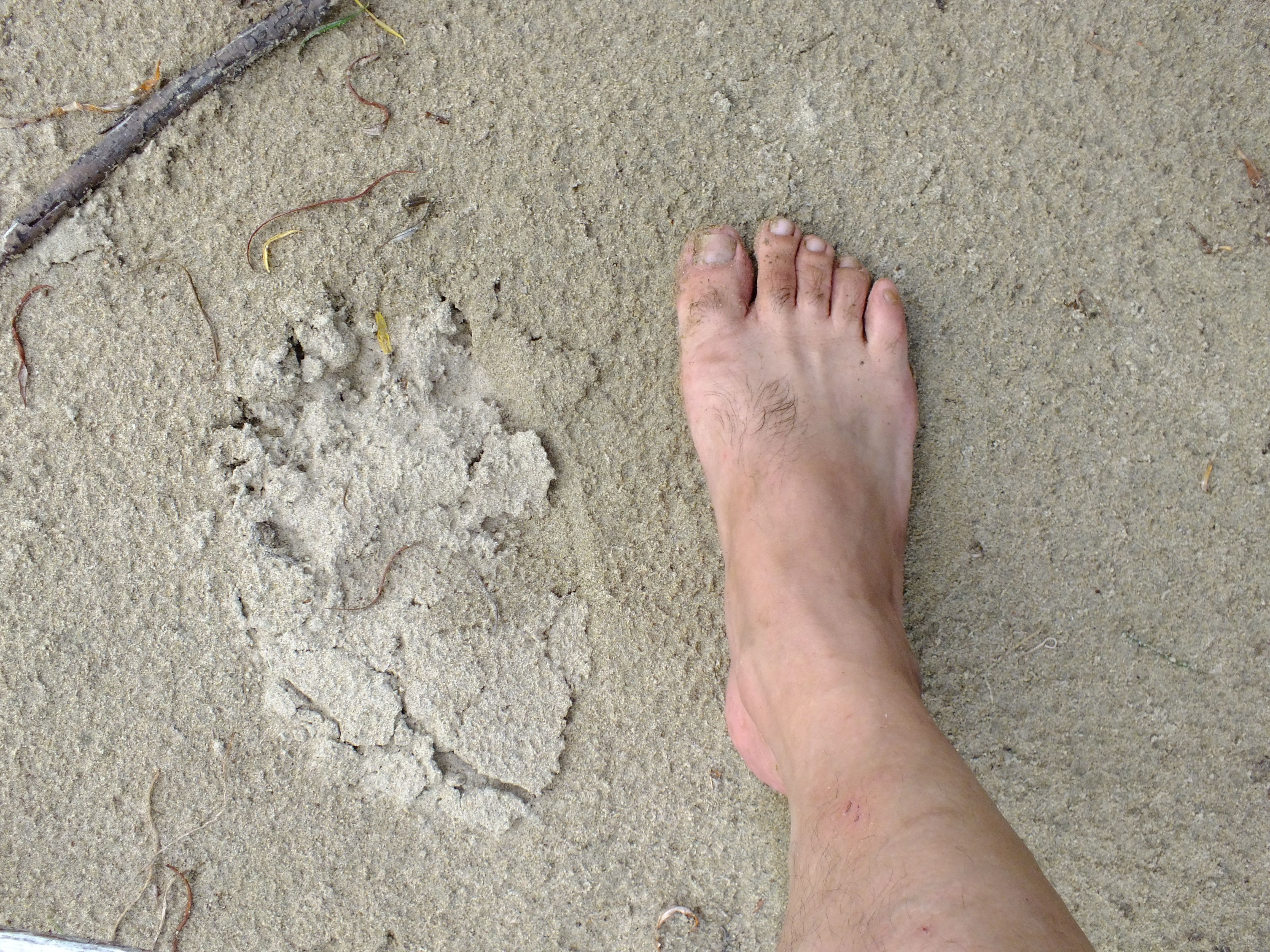
След некрупного бурого медведя на песке, для сравнения — ступня 43-го размера

Бурый медведь внесён в Красную книгу МСОП со статусом «вид, находящийся под угрозой», однако его численность сильно разнится от популяции к популяции. Наибольшая популяция обитает в России — свыше 300 000 особей, в США — 32 500 (95 % живёт на Аляске) и Канаде — 21 750. В Европе сохранилось около 14 000 особей. К 2001 году в европейской части России популяция бурого медведя увеличилась и с тех пор постоянно растёт, в то время как на Кавказе и в Средней Азии напротив, численность уменьшилась.
Бурый медведь является промысловым видом и объектом спортивной охоты. Ценность меха бурого медведя невелика. Шкура используется преимущественно для меховых ковров и попон, мясо съедобно, также используется жир, а в медицине — желчь.
Местами бурый медведь повреждает посевы, разоряет пасеки и нападает на домашних животных: скот, лошадей. Промысловое значение бурого медведя невелико, охота во многих областях запрещена или ограничена. Встреча с бурым медведем может быть смертельно опасна (наибольшую опасность представляют самки с детёнышами и шатуны, не впавшие в спячку), но, как правило, этот зверь избегает человека. Особую опасность представляет раненый, преследуемый или неожиданно застигнутый зверь. Как правило, бурый медведь, застигнув человека (включая медведиц с детёнышами), пугает его рёвом и прыжками, в некоторых случаях медведица сразу же бросает медвежат на произвол судьбы.
Охота на бурого медведя — достаточно опасное занятие, требующее оружия со значительной останавливающей силой. Охота происходит преимущественно с помощью ружья, осуществляется в том числе в берлоге (в России охота в берлоге в зимний период запрещена с 2011 г.), на местах кормёжки; путём оклада, облавы; изредка капканами и самоловами. В древности для охоты использовалась рогатина.
Медведи, при случае, ходят кормиться к свалкам пищевых отходов, такое наблюдается в окрестностях некоторых сибирских городов и на Аляске. В национальных парках, а также в местах, где медведей много (например, Камчатка), медведей подкармливают туристы и автомобилисты, хотя это везде запрещено. Такие медведи очень опасны, так как, обнаружив легкодоступный источник пищи и утратив страх перед человеком, они уже не вернутся в тайгу, а будут бродить поблизости от этого источника пищи (свалки, автодороги, туристические тропы) и могут становиться агрессивными, нападая на людей.

## Известные бурые медведи
- Войтек — сирийский бурый медведь, «служивший» в рядах польской «армии Андерса» во времена Второй Мировой войны.
- Сеня — один из самых маленьких документированных бурых медведей.
- Барт — кадьяк, один из самых известных медведей-актёров.
- Маша — медведица, проживающая в Ярославском музее-заповеднике, живое воплощение медведя с герба Ярославля.

## Галерея

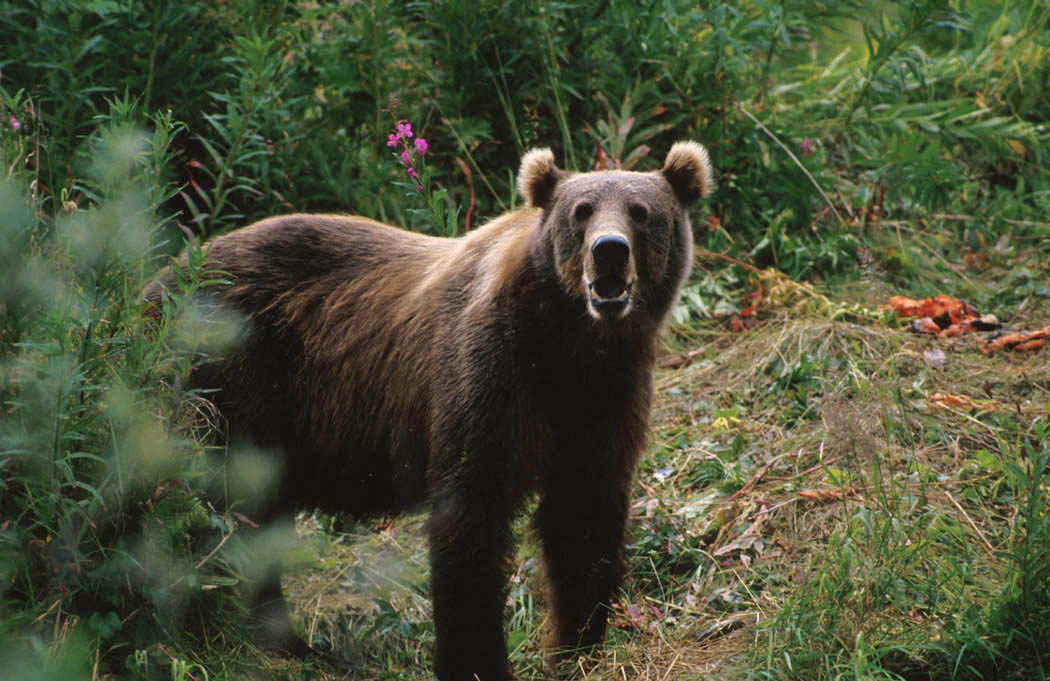
Кадьяк
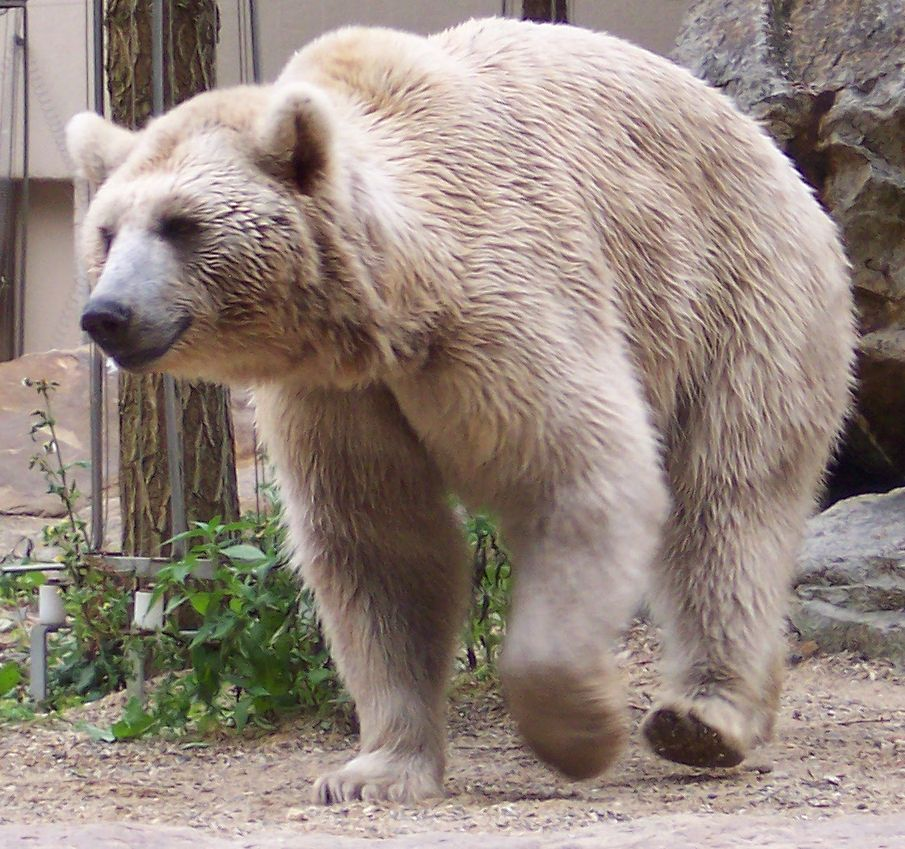
Сирийский бурый медведь
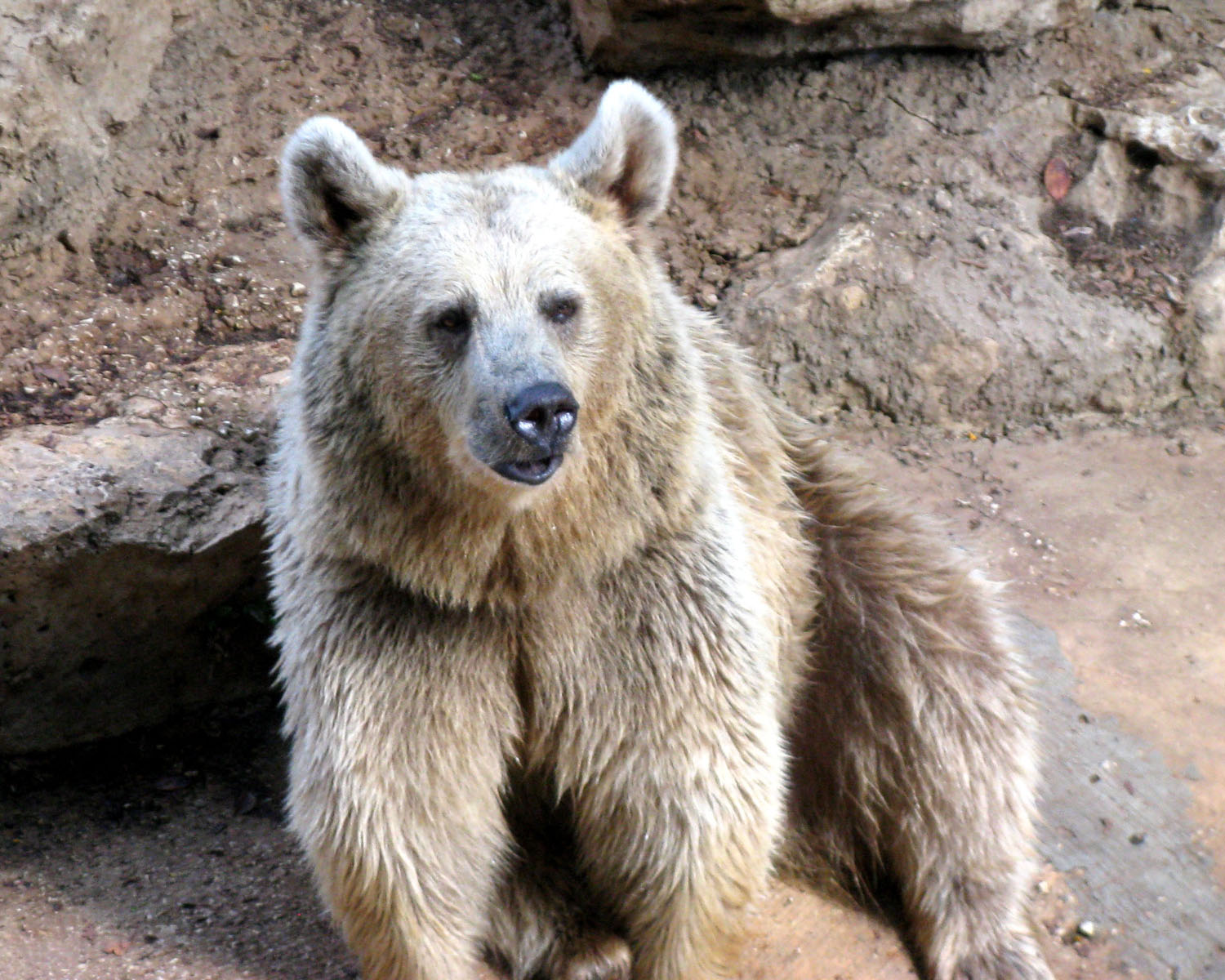
Сирийский бурый медведь в Рамат-Ганском сафари.
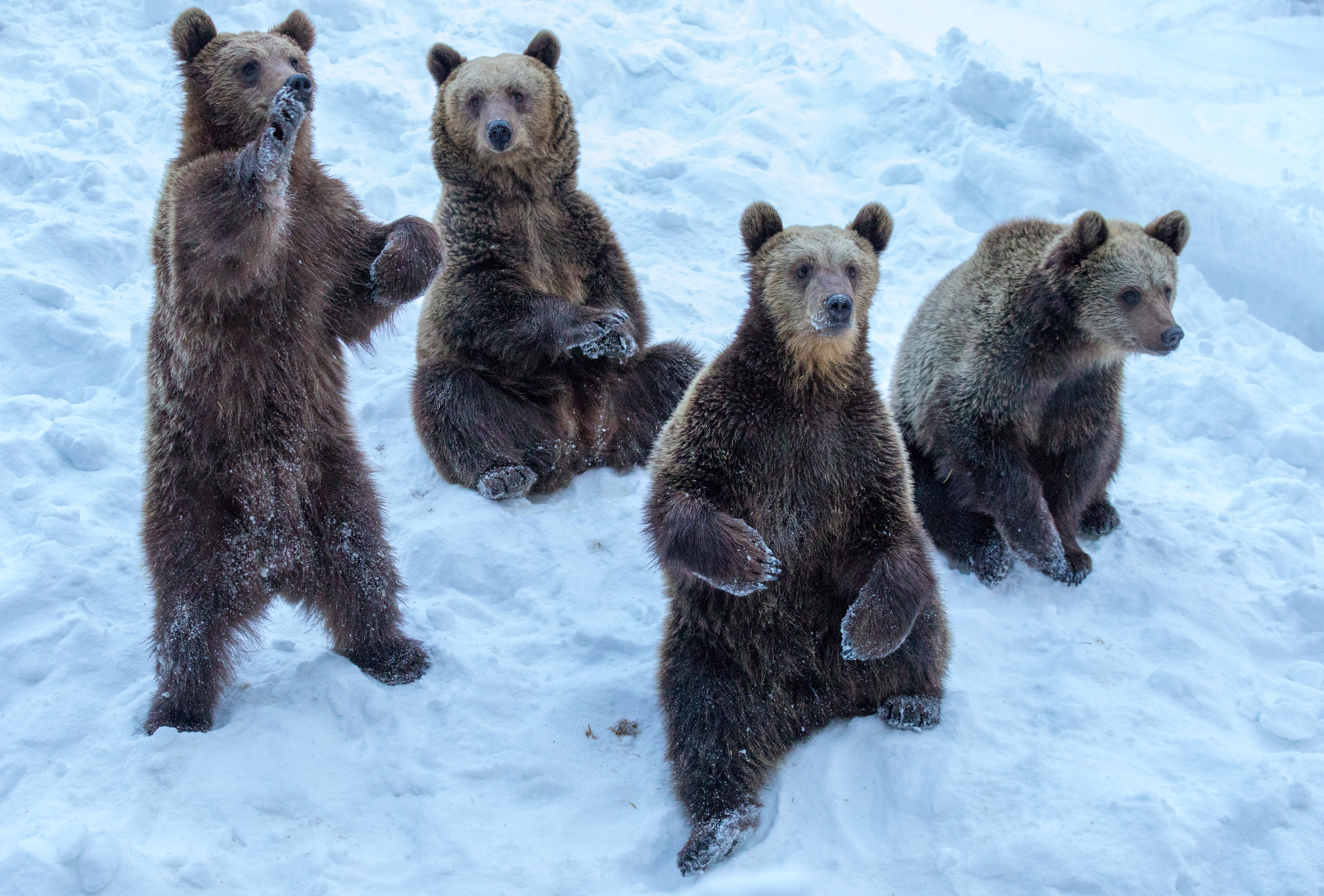
Бурые медведи в зоопарке Эхтяри
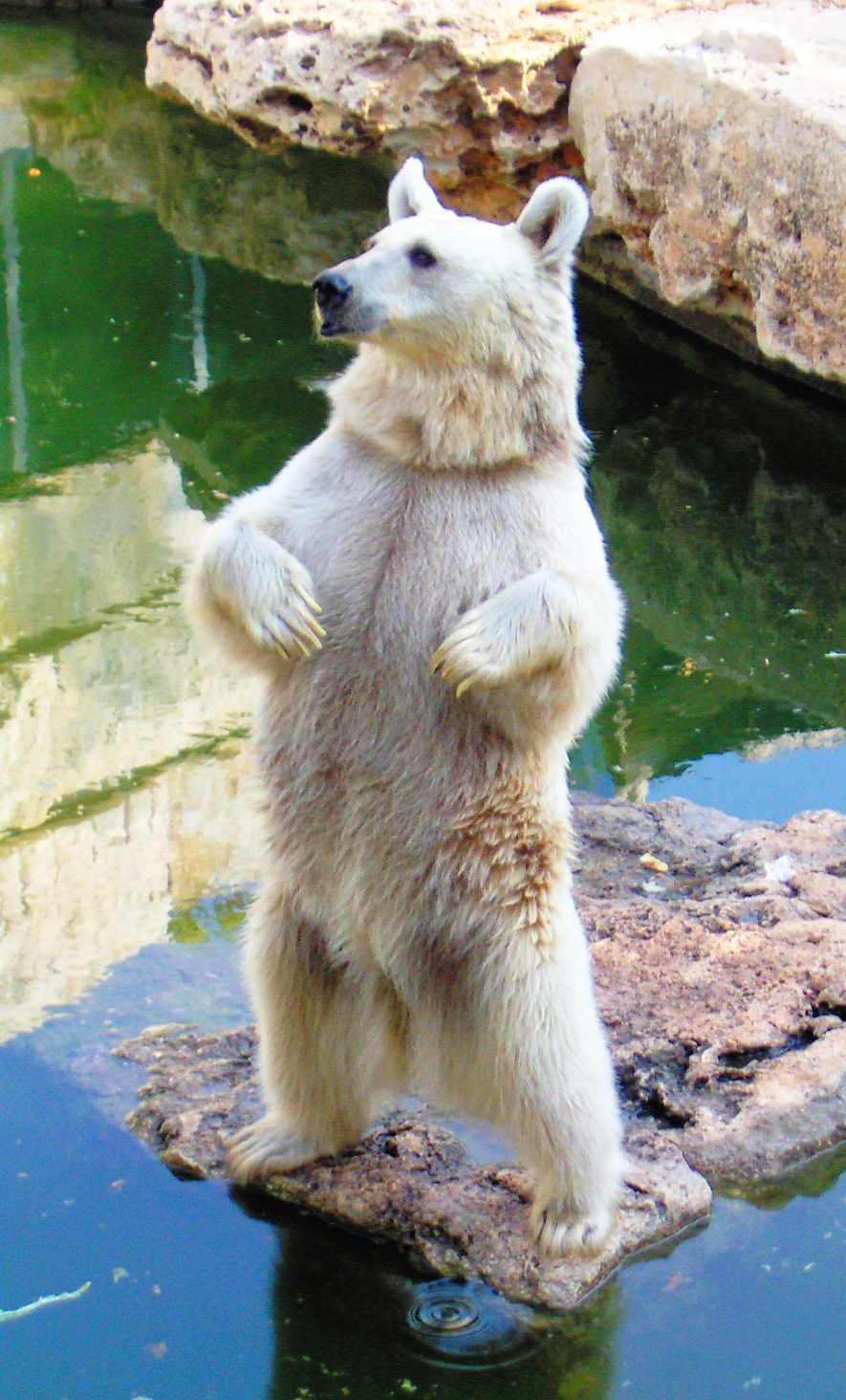
Седой сирийский бурый медведь в иерусалимском зоопарке
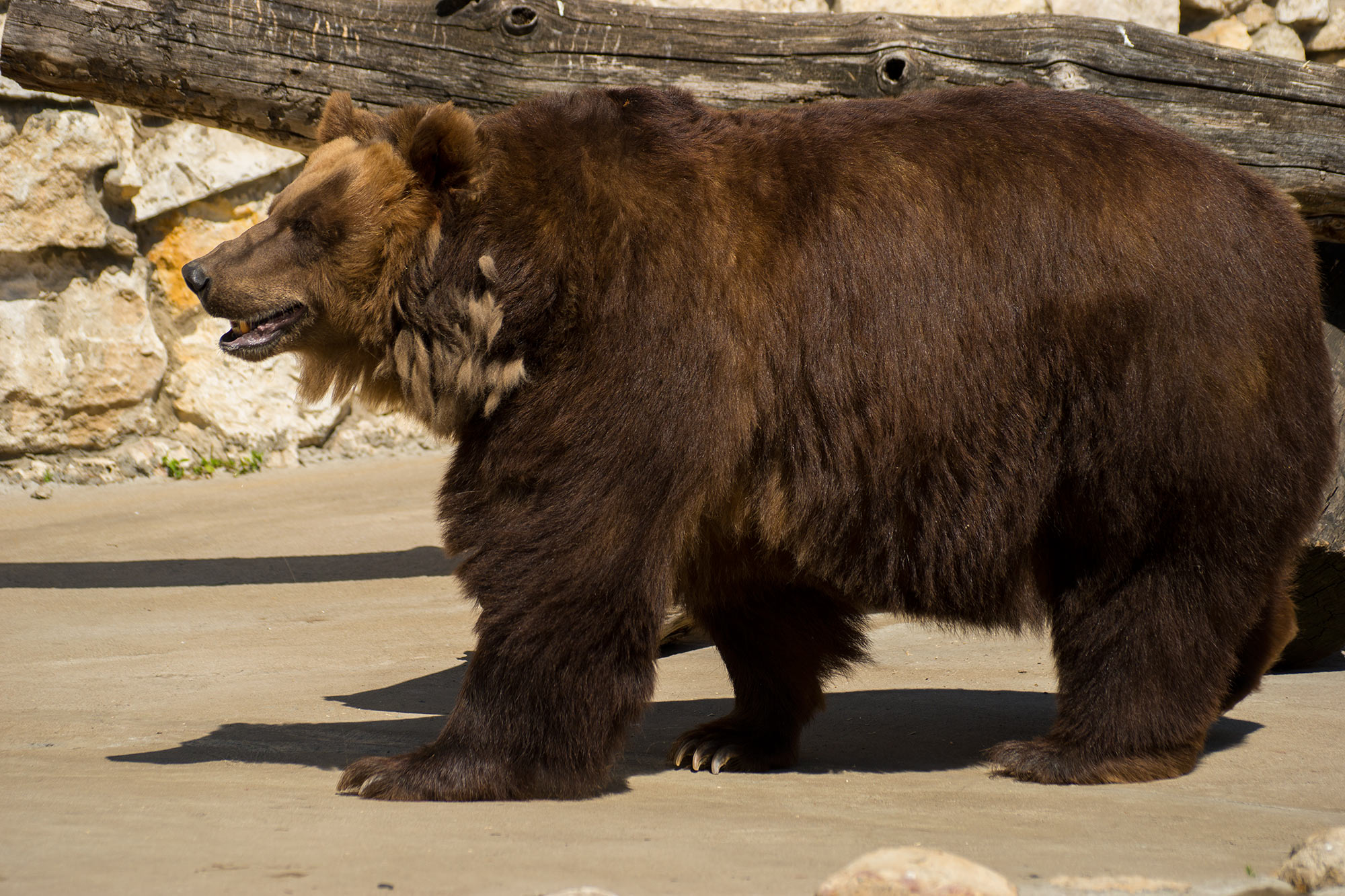
Камчатский бурый медведь в Московском зоопарке
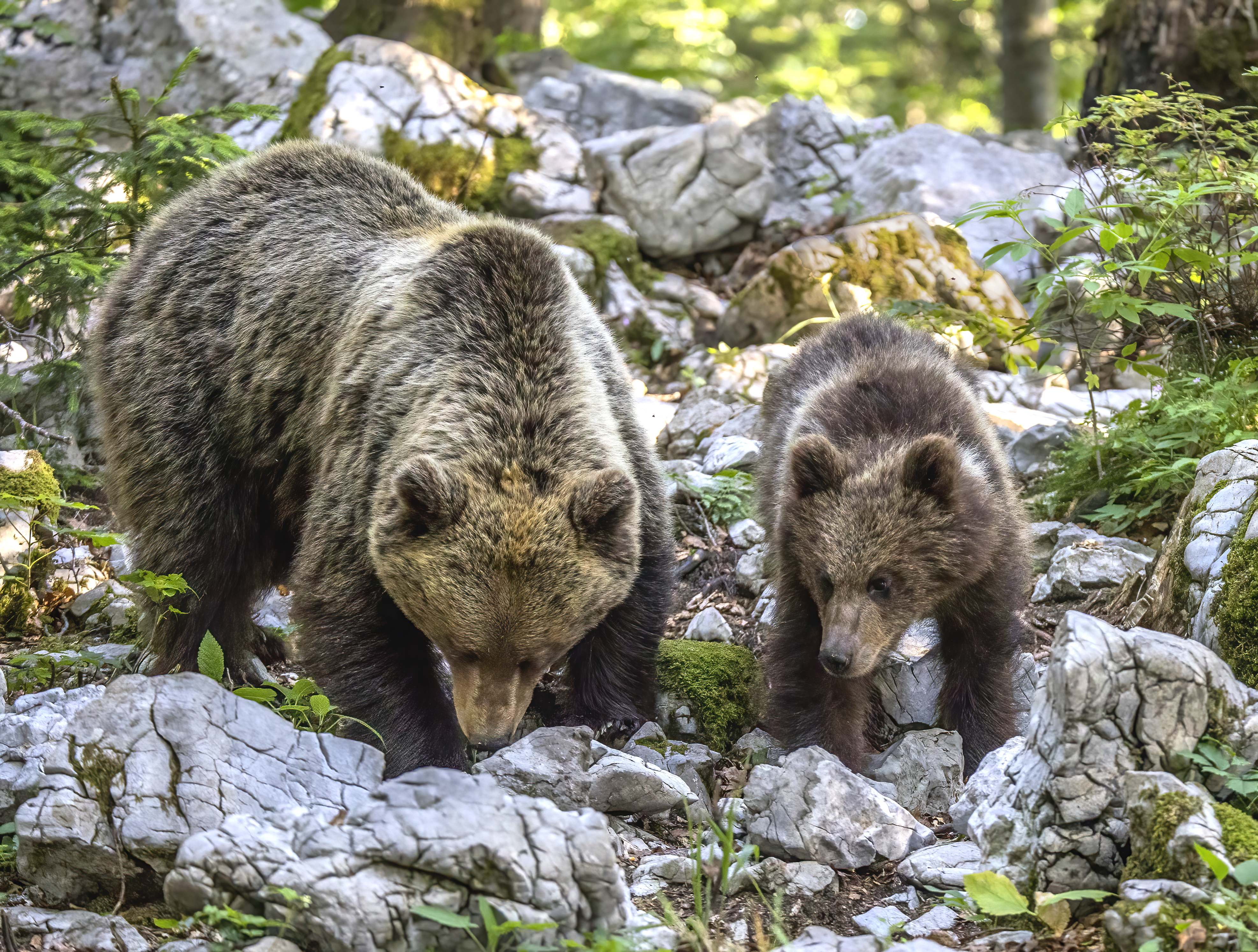
Бурая медведица и её 14-месячный медвежонок, окрестности общины Лошки-Поток, Словения
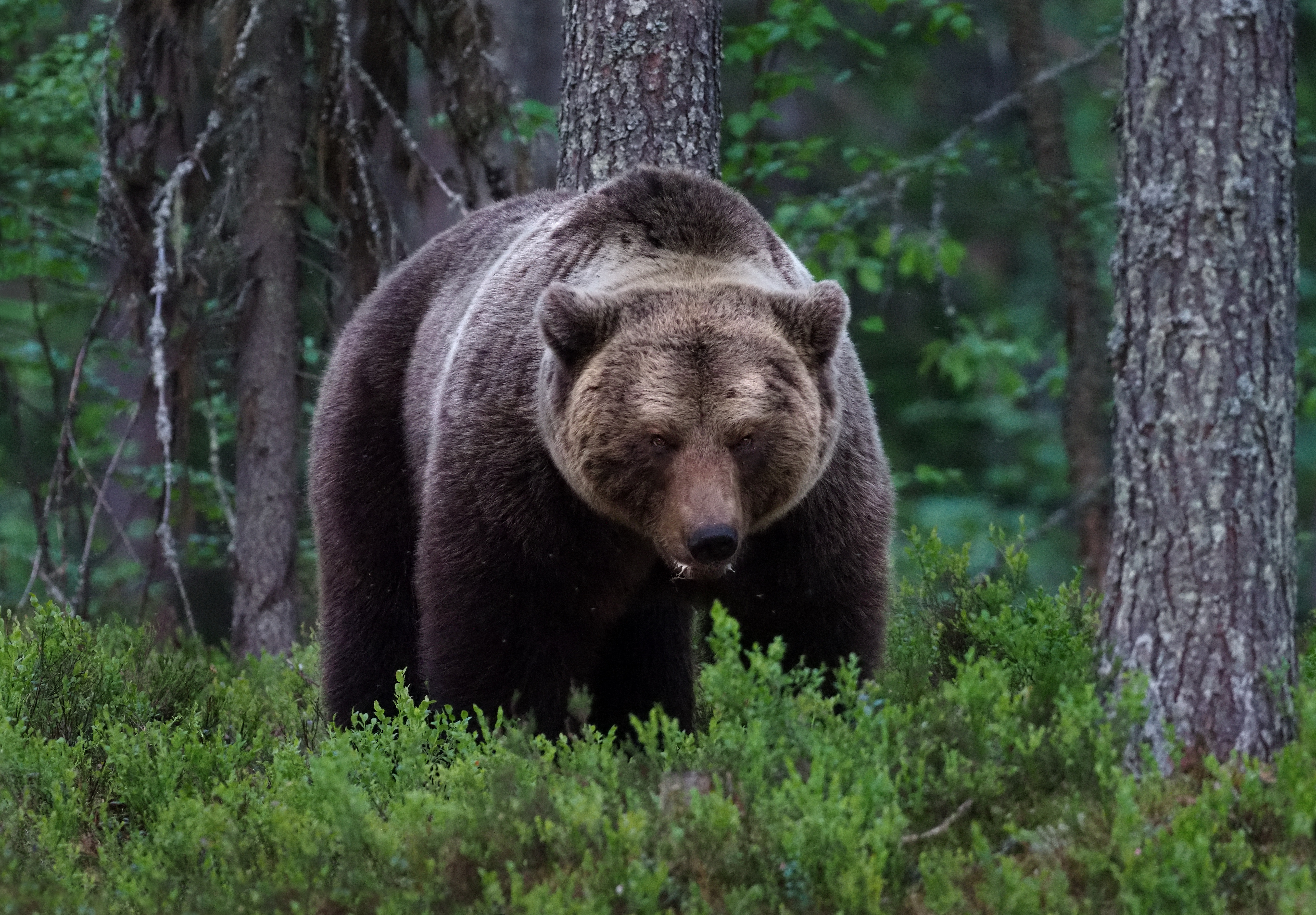
Бурый медведь, Вииксимо, область Кайнуу, Финляндия
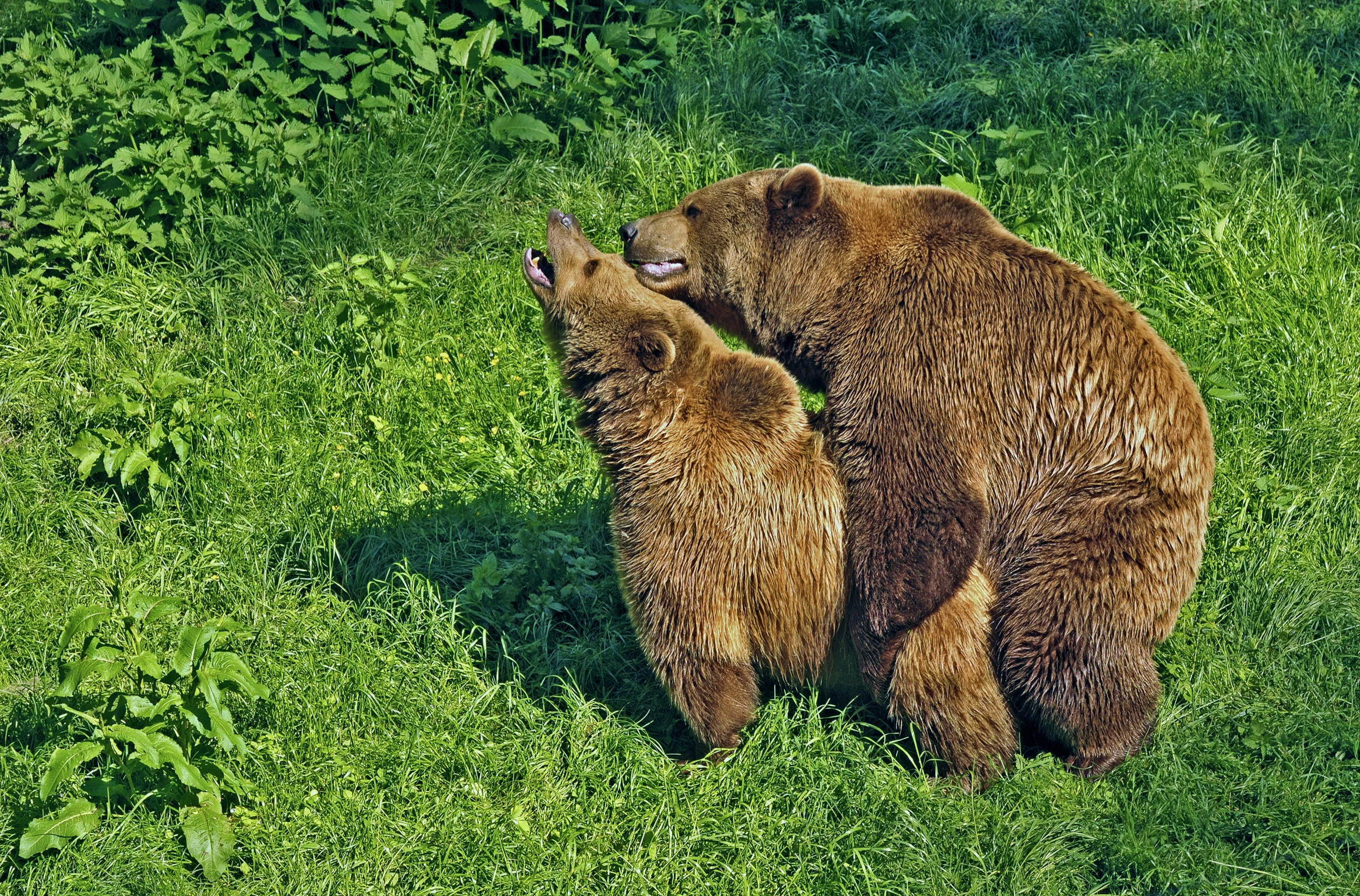
Спаривание, заказник под Шпринге (Нижняя Саксония, Германия)
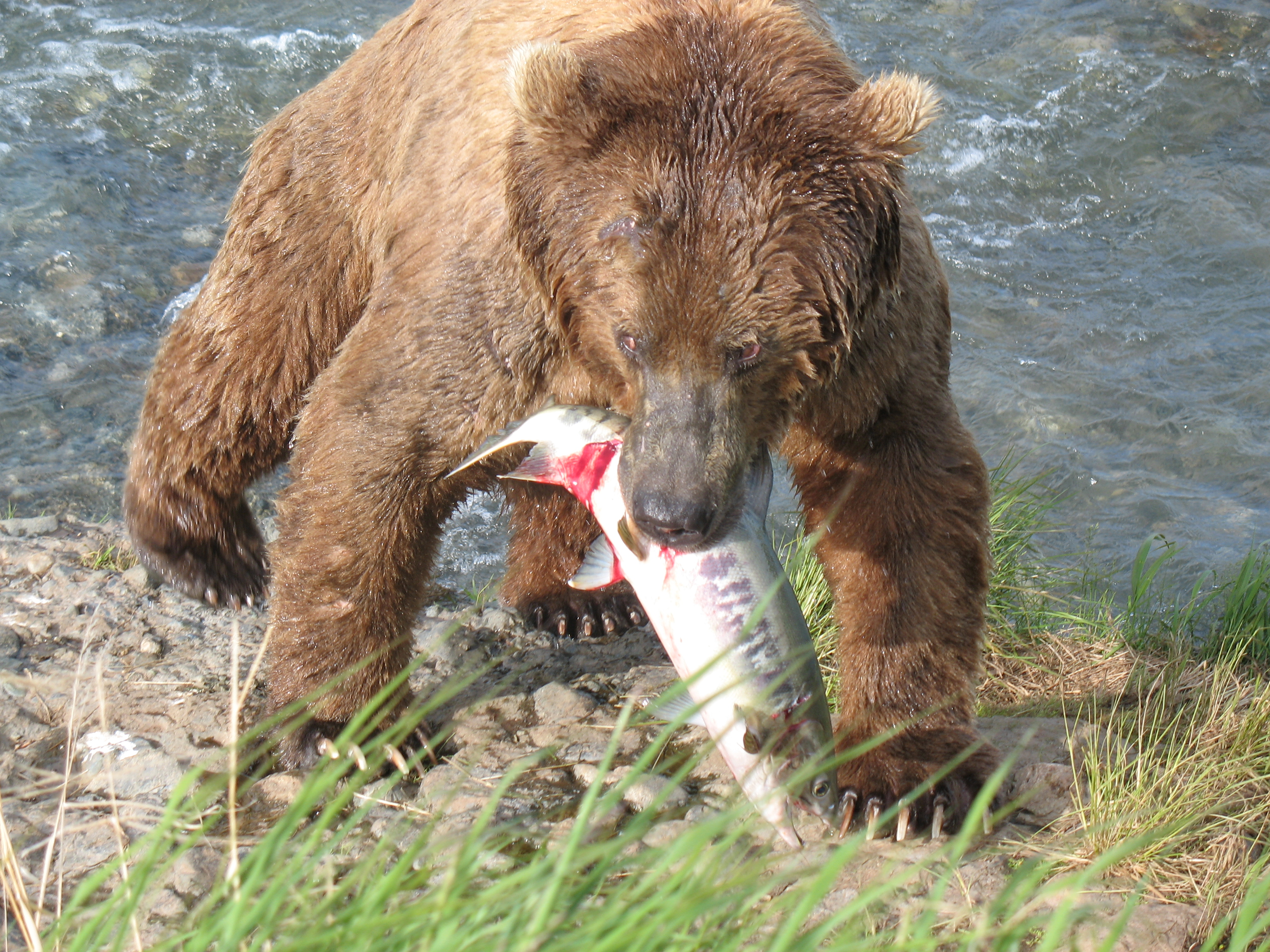
Гризли, поймавший кету, Аляска
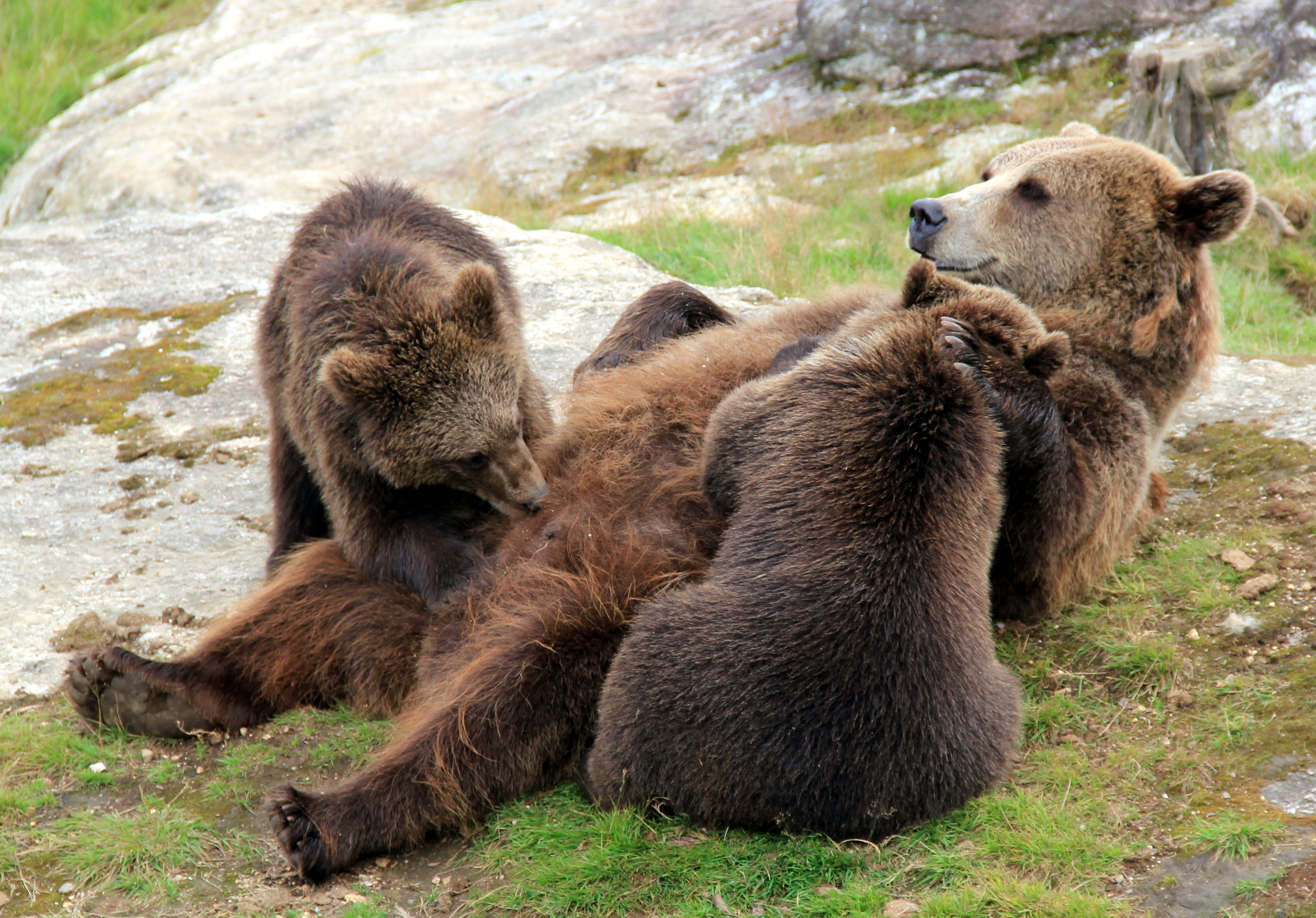
Кормление медвежат молоком
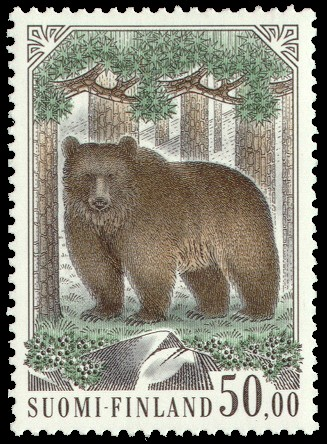
Бурый медведь на почтовой марке Финляндии
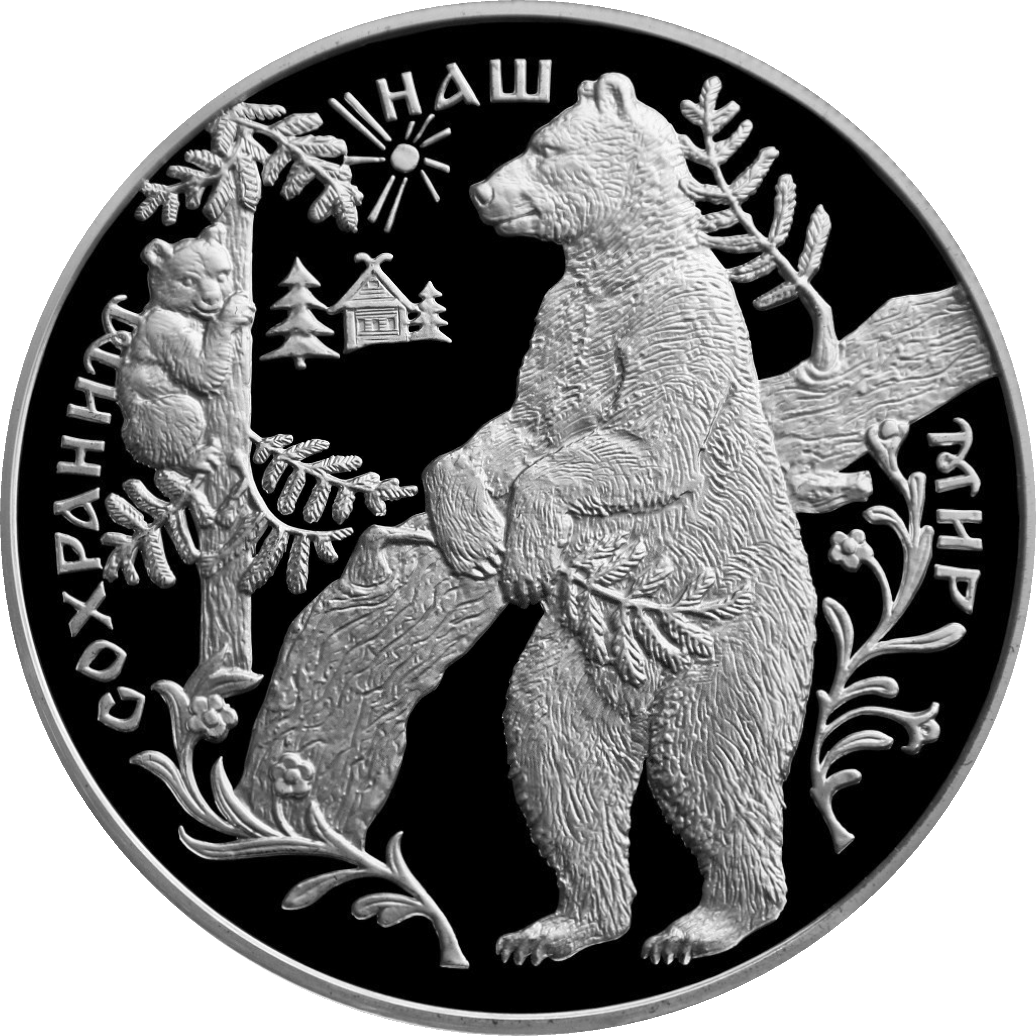
Монета Банка России из серии «Сохраним наш мир», бурый медведь, 25 рублей, реверс
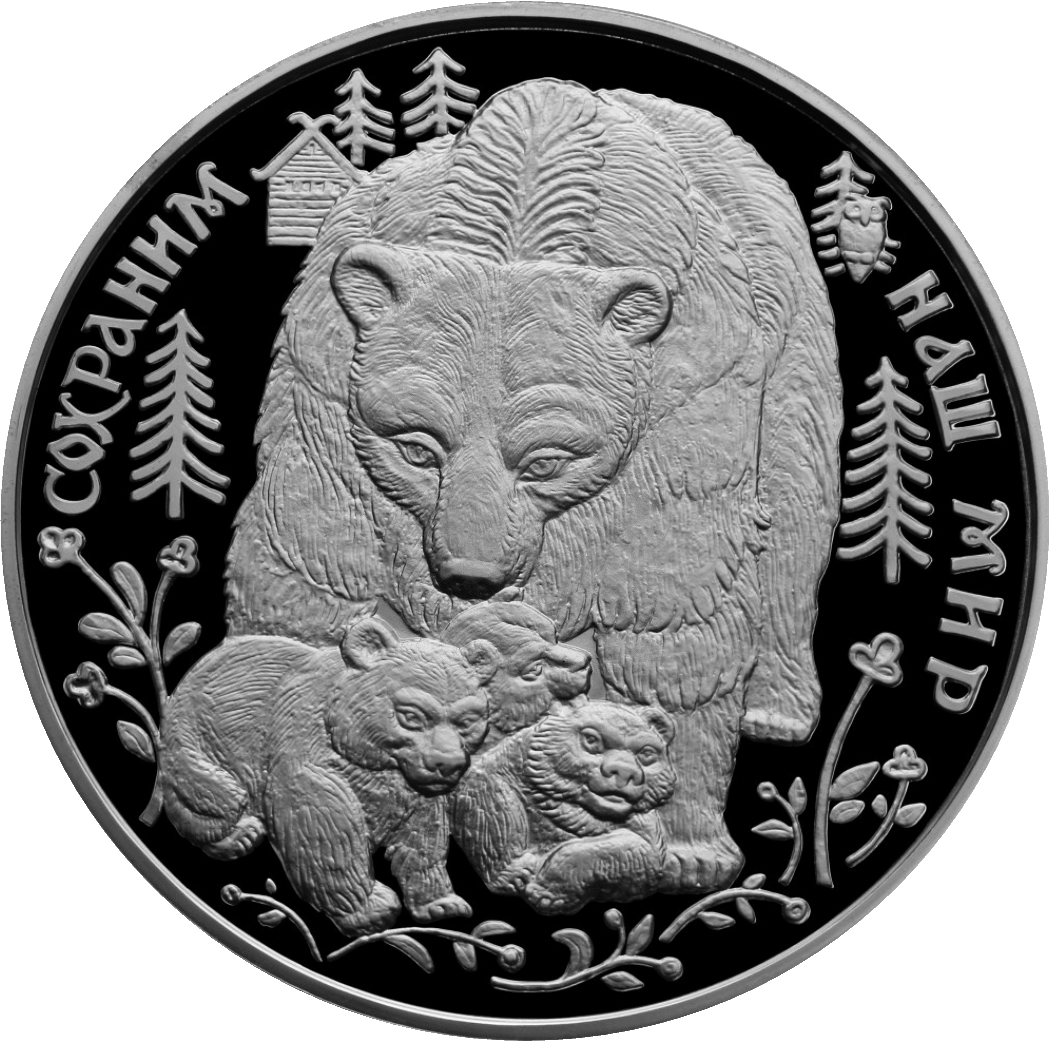
Монета Банка России из серии «Сохраним наш мир», бурый медведь, 100 рублей, реверс
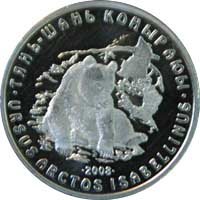
Монета Республики Казахстан из серии «Красная книга», Тянь-шаньский бурый медведь, 50 тенге, реверс
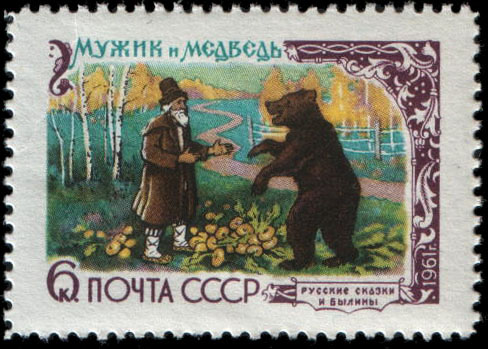
Марка «Мужик и медведь», СССР
Две серебряные тройские унции. Тезаврационная американская монета с изображением бурого медведя
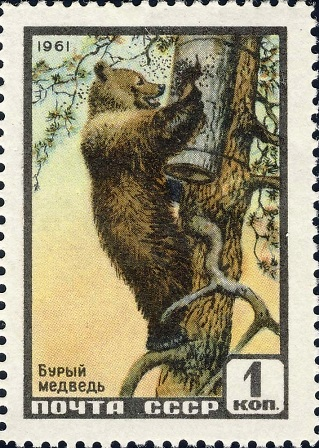
Почтовая марка СССР, 1961 год